# ベン・ヘクト
ベン・ヘクト（Ben Hecht、1894年2月28日 - 1964年4月18日）は、アメリカ合衆国の脚本家、劇作家、小説家、映画プロデューサー。
ハリウッドとブロードウェイを代表する最も偉大な脚本家の1人として知られ、数々の名作を残している。アカデミー賞では6回のノミネートで2回の受賞を果たしている（詳細は後述）。
劇作家としての代表作には、チャールズ・マッカーサーとの共作である『フロント・ページ』（1928年）がある。これは『犯罪都市』（1931年）、『ヒズ・ガール・フライデー』（1940年）、『フロント・ページ』（1974年）、『スイッチング・チャンネル』（1988年）といった4度の映画化だけでなく、テレビドラマとしても何度も映像化されている他、1982年には『Windy City』としてミュージカル化もされている。

## 略歴
ロシア系ユダヤ人の移民の子としてニューヨークに生まれ、その後、家族でウィスコンシン州ラシーンに移り、そこで高校までを過ごす。
1910年に高校を卒業すると、親戚を頼ってシカゴに移り、ジャーナリストとしてのキャリアをスタートさせる。最初はシカゴ・デイリー・ジャーナルで記者として働き、後にシカゴ・デイリー・ニュースで働くようになる。この記者としての経験が、後の戯曲『フロント・ページ』の創作に活かされ、また活き活きとした文体と筆の速さを培った。またこの時期に、記者仲間で後に様々な作品でパートナーとなるチャールズ・マッカーサーと出会う。
記者としての仕事のかたわら、舞台劇の脚本を書くようになり、その後、チャールズ・マッカーサーと共にニューヨークに渡って劇作家として活動するようになる。ニューヨークで活動中の1926年に友人の脚本家ハーマン・J・マンキーウィッツから受け取った電報がきっかけとなり、ハリウッドに移って映画の脚本を書くようになる。
シオニストとして知られ、ヨーロッパにおけるユダヤ人の窮状を伝える記事や戯曲を執筆している。また、イギリス統治下にあったパレスチナにおけるユダヤ人の反英運動（破壊工作など）を積極的に支援したことから、彼の作品はイギリスでボイコットを受けた。このボイコットを避けるため、1940年代後半から1950年代前半にかけて、多くの映画脚本をクレジットなし（匿名など）で執筆している。
怪奇現象研究家のチャールズ・フォートの著作に熱中し、1931年にはフォーティアン協会の創立に参加。
1964年4月18日ニューヨーク市マンハッタンの自宅で心筋梗塞により死去。

## エピソード
マーガレット・ミッチェルの世界的ベストセラー小説『風と共に去りぬ』の映画化に際し、プロデューサーのデヴィッド・O・セルズニックから1万ドルで脚色を任されるが、クレジットはされなかった。同作で脚本家としてクレジットされたシドニー・ハワードがアカデミー脚色賞を受賞したのに対し、チャールズ・マッカーサーと共同で脚色を担当した『嵐が丘』はノミネートにとどまった。

## 私生活
最初の妻メアリー・アームストロングとの間に生まれた娘エドウィナ・アームストロング（1916年 - 1991年）は後に女優になった。メアリーとの離婚後に再婚したローズ・ケイラーとの間に生まれた娘ジェニー・ヘクト（1943年 - 1971年）も女優になったが、薬物の過剰摂取のため、1971年に27歳で亡くなった。

## アカデミー賞
|                       | 部門   | 候補作           | 結果       |
| --------------------- | ------ | ---------------- | ---------- |
| 第1回0（1927年/28年） | 原案賞 | 暗黒街           | 受賞       |
| 第7回0（1934年）      | 脚色賞 | 奇傑パンチョ     | ノミネート |
| 第8回0（1935年）      | 原案賞 | 生きているモレア | 受賞       |
| 第12回（1939年）      | 脚色賞 | 嵐が丘           | ノミネート |
| 第13回（1940年）      | 脚本賞 | 紐育の天使       | ノミネート |
| 第19回（1946年）      | 脚本賞 | 汚名             | ノミネート |

## 主な脚本・脚色担当作品
◆はクレジットなし
- 『暗黒街』（Underworld、ジョセフ・フォン・スタンバーグ監督） 1927
- 『グレイト・ガッボ』（The Great Gabbo、ジェームズ・クルーズ / エリッヒ・フォン・シュトロハイム監督） 1929
- 『国際盗賊ホテル』（The Unholy Night、ジョージ・フィッツモーリス監督） 1929
- 『マデロンの悲劇』（The Sin of Madelon Claudet、エドガー・セルフィン監督） 1931◆
- 『暗黒街の顔役』（Scarface、ハワード・ホークス監督） 1932
- 『生活の設計』（Design for Living、エルンスト・ルビッチ監督） 1933
- 『奇傑パンチョ』（Viva Villa!、ジャック・コンウェイ監督） 1934
- 『特急二十世紀』（Twentieth Century、ハワード・ホークス監督） 1934
- 『情熱なき犯罪』（Crime Without Passion） 1934 ※監督、プロデューサーも
- 『生きているモレア』（The Scoundrel） 1935 ※監督、プロデューサーも
- 『バーバリー・コースト』（Barbary Coast、ハワード・ホークス監督） 1935
- 『汚れた顔の天使』（Angels with Dirty Faces、マイケル・カーティス監督） 1938◆
- 『駅馬車』（Stagecoach、ジョン・フォード監督） 1939◆
- 『嵐が丘』（Wuthering Heights、ウィリアム・ワイラー監督） 1939
- 『風と共に去りぬ』（Gone with the Wind、ヴィクター・フレミング監督） 1939◆
- 『桃色の店』（The Shop Around the Corner、エルンスト・ルビッチ監督） 1940◆
- 『海外特派員』（Foreign Correspondent、アルフレッド・ヒッチコック監督） 1940◆
- 『紐育の天使』（Angels Over Broadway） 1940 ※監督、プロデューサーも
- 『チャイナガール』（China Girl、ヘンリー・ハサウェイ監督） 1942 ※プロデューサーも
- 『ならず者』（The Outlaw、ハワード・ヒューズ / ハワード・ホークス監督） 1943◆
- 『救命艇』（Lifeboat、アルフレッド・ヒッチコック監督） 1944◆
- 『白い恐怖』（Spellbound、アルフレッド・ヒッチコック監督） 1945
- 『ギルダ』（Gilda、チャールズ・ヴィダー監督） 1946◆
- 『薔薇の精』（Specter of the Rose） 1946 ※監督、プロデューサーも
- 『汚名』（Notorious、アルフレッド・ヒッチコック監督） 1946
- 『白昼の決闘』（Duel in the Sun、キング・ヴィダー監督） 1946◆
- 『死の接吻』（Kiss of Death、ヘンリー・ハサウェイ監督） 1947
- 『パラダイン夫人の恋』（The Paradine Case、アルフレッド・ヒッチコック監督） 1947◆
- 『ロープ』（Rope、アルフレッド・ヒッチコック監督） 1948◆
- 『ジェニーの肖像』（Portrait of Jennie、ウィリアム・ディターレ監督） 1948◆
- 『遊星よりの物体X』（The Thing from Another World、クリスティアン・ナイビイ監督） 1951◆
- 『モンキー・ビジネス』（Monkey Business、ハワード・ホークス監督） 1952
- 『ユリシーズ』（Ulisse、マリオ・カメリーニ監督） 1954
- 『黄金の腕』（The Man with the Golden Arm、オットー・プレミンジャー監督） 1955◆
- 『武器よさらば』（A Farewell to Arms、チャールズ・ヴィダー監督） 1957
- 『戦艦バウンティ』（Mutiny on the Bounty、ルイス・マイルストン監督） 1962◆
- 『クレオパトラ』（Cleopatra、ジョーゼフ・L・マンキーウィッツ監督） 1963◆
- 『ラオ博士の7つの顔』（7 Faces of Dr. Lao、ジョージ・パル監督） 1964

## 著作
- 『悪魔の殿堂』（近藤經一訳、平凡社、世界猟奇全集8） 1931
- 『運命の饗宴』（原作・脚色、清水晶訳、新生活社、モーション・ピクチュア・ライブラリー3） 1946
- 「死のなかばに」（In the Midst of Death、矢野浩三郎訳、岩崎書店、恐怖と怪奇名作集09 『死のなかばに』） 1999
  - 他に「ランニング・ウルフ」（ブラックウッド）、「天の乗合馬車」（フォースター）を収録